# Dorfkirche Glienke

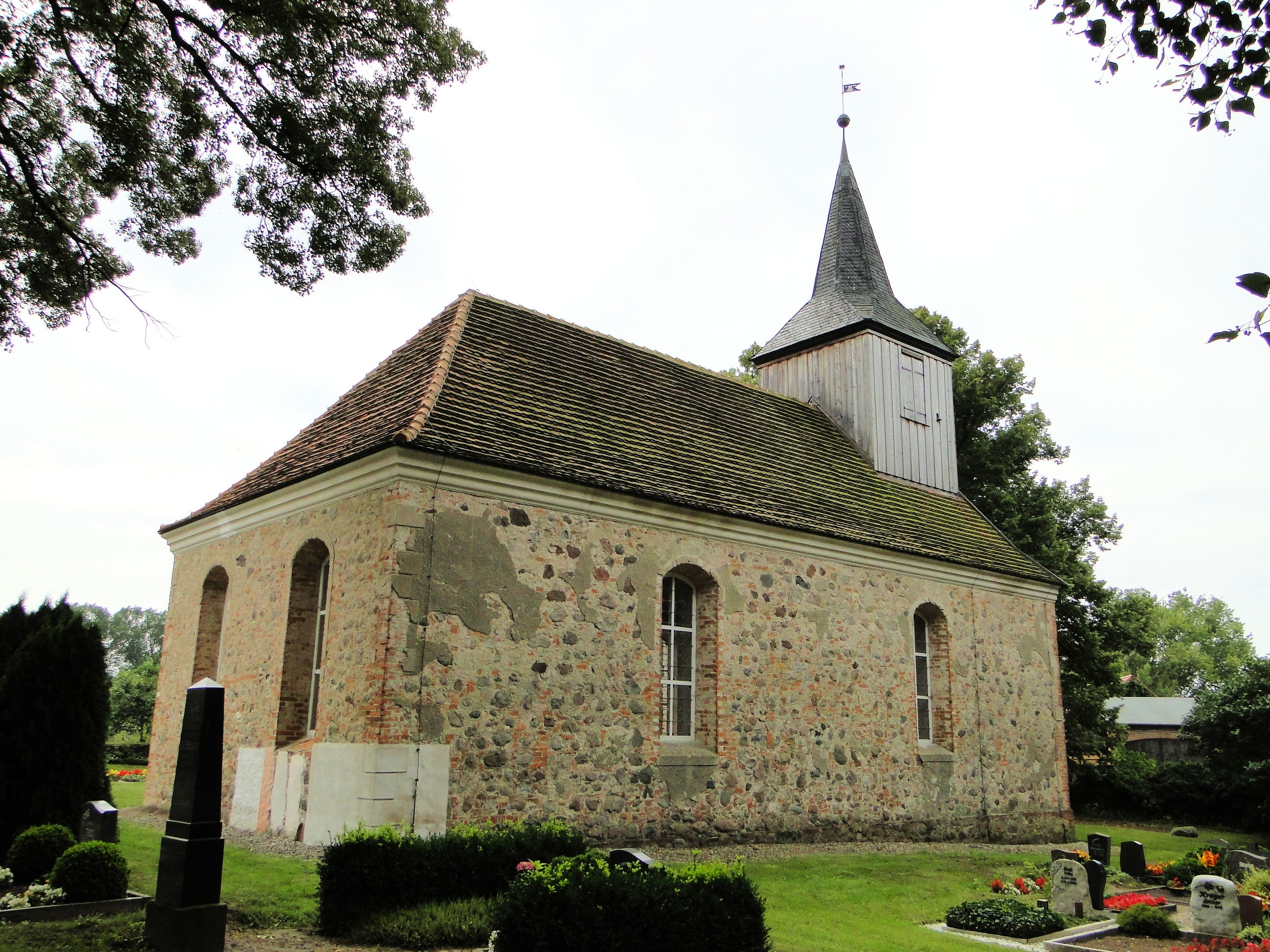
Kirche Glienke

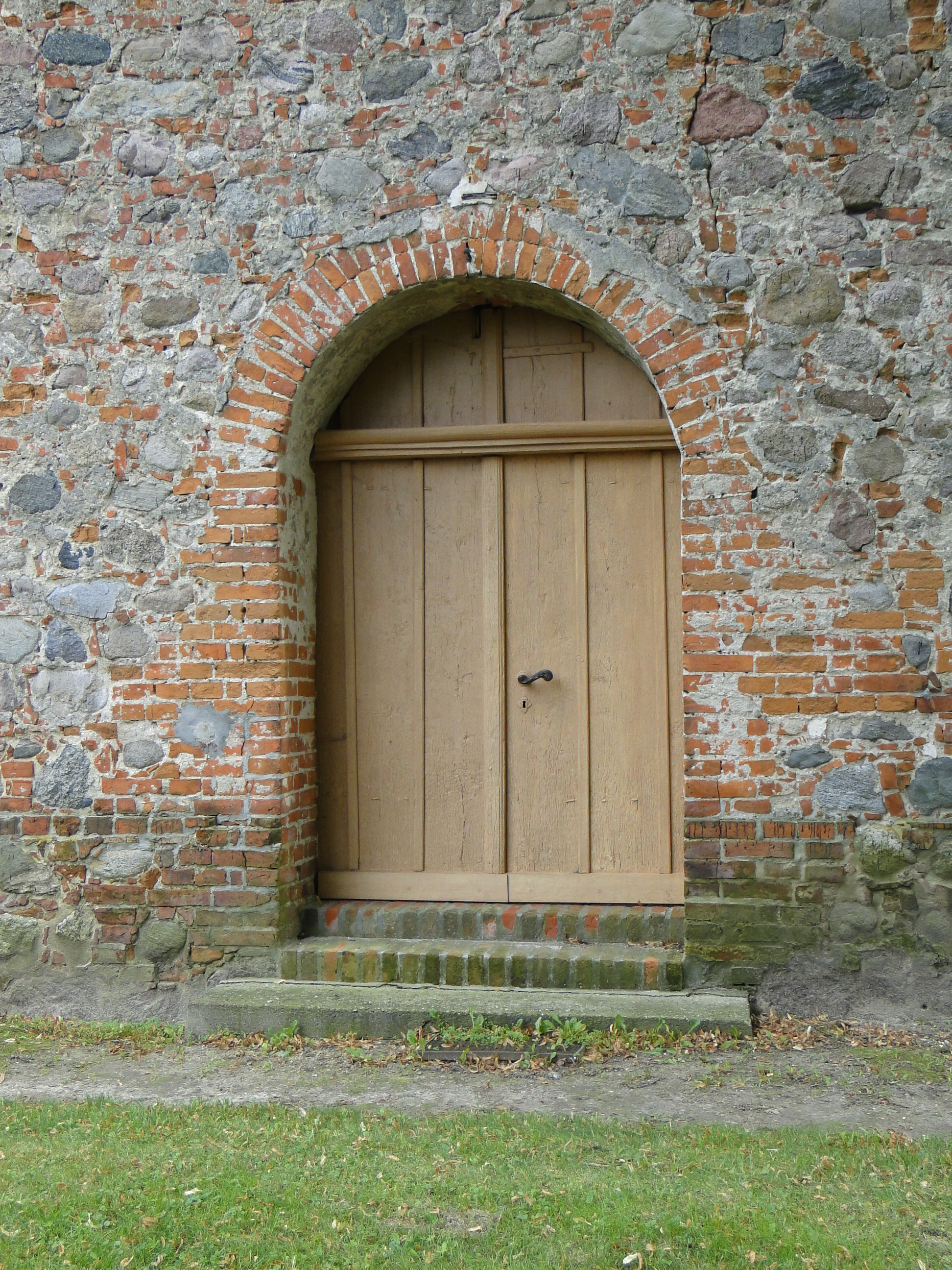
Westportal

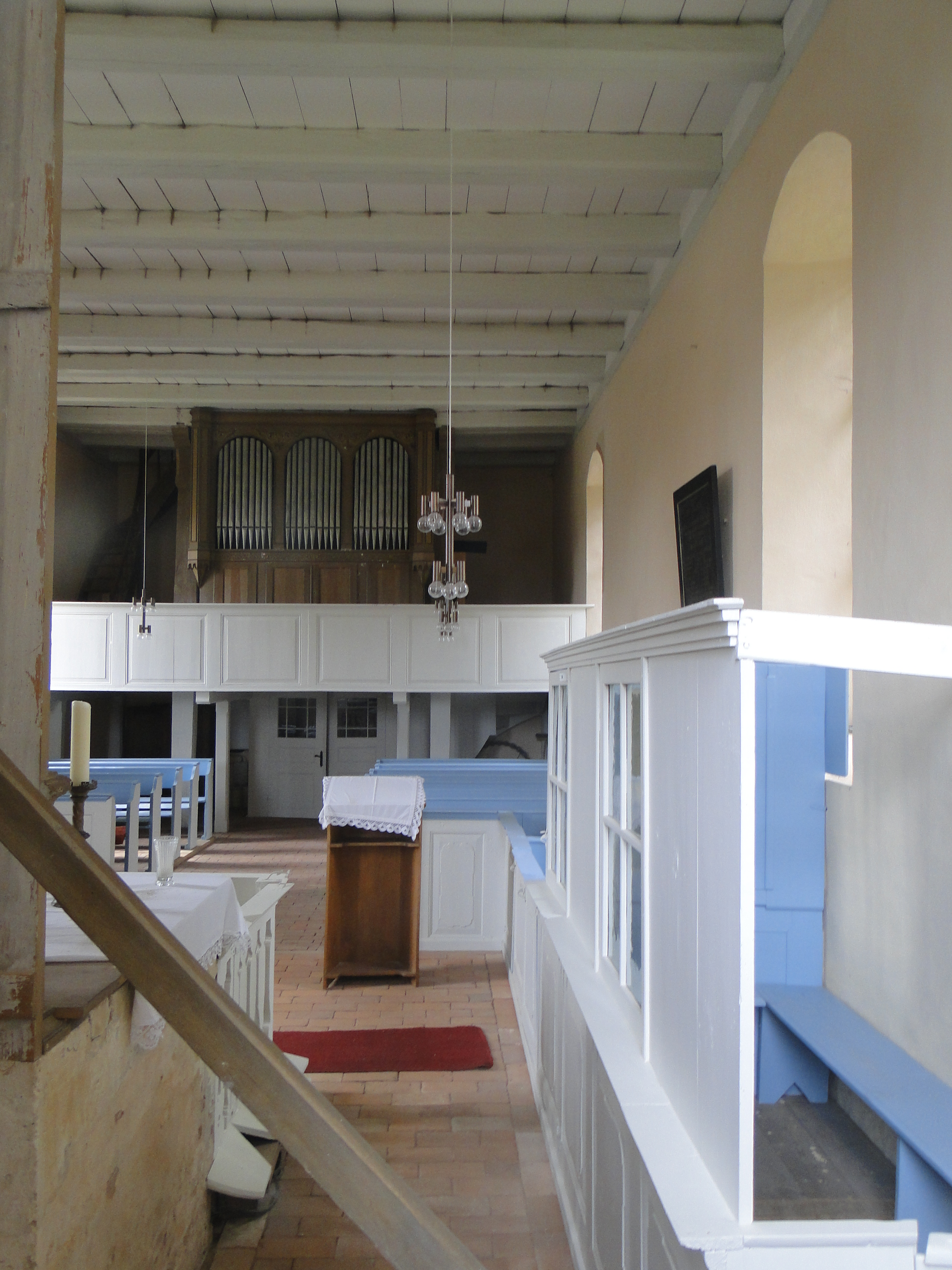
Blick ins Kirchenschiff

Die evangelische Dorfkirche Glienke ist eine Saalkirche aus dem 18. Jahrhundert in Glienke, einem Ortsteil der Stadt Friedland im Landkreis Mecklenburgische Seenplatte im Land Mecklenburg-Vorpommern. Die Kirchengemeinde gehört zur Propstei Neustrelitz im Kirchenkreis Mecklenburg der Evangelisch-Lutherischen Kirche in Norddeutschland.

## Lage
Die Dorfstraße führt von Norden kommend in den Ort. Im historischen Dorfzentrum zweigt sie zum einen nach Westen, zum anderen nach Südosten hin ab. Auf dem so aufgespannten Grundstück steht die Kirche auf einem Grundstück mit einem Kirchfriedhof, der mit einer Mauer aus unbehauenen und nicht lagig geschichteten Feldsteinen eingefriedet ist.

## Geschichte
Die Kirche enthält Mauerreste eines mittelalterlichen Vorgängerbaus. Nach der Reformation war sie eine Filialkirche von Rühlow. Etwa nach der Mitte des 18. Jahrhunderts errichteten Handwerker eine schlichte Saalkirche, deren Wetterfahne das Jahr 1769 ausweist. Das Bauwerk wurde von 2002 bis 2009 für rund 198.000 Euro saniert. Die Kirchgemeinde Warlin schlug anschließend vor, auf Grund der Nähe zur Bundesautobahn 20 das Bauwerk als Autobahnkirche zu nutzen. Dem widersprach jedoch der Gemeinderat.

## Baubeschreibung
Das Bauwerk wurde im Wesentlichen aus Mischmauerwerk errichtet. Bei Umbau- und Ausbesserungsarbeiten kamen rötliche Mauersteine zum Einsatz. Putzreste sind insbesondere an der nordöstlichen Ecke des Bauwerks erhalten. An den Ecken sind Reste eines Quaderputzes erkennbar. Der Chor ist gerade und nicht eingezogen. An der Ostseite befinden sich zwei große Rundbogenfenster.
Daran schließt sich das Kirchenschiff an. An seiner Nordseite sind ebenfalls zwei große Rundbogenfenster, ebenso an der Südseite. Zusätzlich ist mittig ein kleines Rundbogenportal. Im Bereich um dieses Portal sind erhebliche Ausbesserungsarbeiten erkennbar. Hier dürfte sich zu einer früheren Zeit eine Vorhalle befunden haben. Der Zugang zum Gebäude erfolgt über ein Portal von der Westseite; es ist ebenfalls mit rötlichem Mauerstein eingefasst. Das Schiff trägt ein schlichtes Satteldach, das nach Westen hin abgewalmt ist. Am Übergang von den Wänden zum Dach ist eine umlaufende Voute.
Im Westen erhebt sich aus dem Dach der verbretterte Kirchturm. Er hat einen quadratischen Grundriss und an seiner Nord- und Südseite je eine rechteckige Öffnung. Oberhalb ist ein achtfach geknickter Turmhelm, der mit einer Turmkugel sowie einer Wetterfahne mit der Jahreszahl 1769 abschließt.

## Ausstattung
Die hölzerne Kirchenausstattung wird im Dehio-Handbuch als „schlicht“ bezeichnet. Sie stammt, darunter auch der Kanzelaltar sowie eine sechseckige Fünte, aus der Bauzeit der Kirche. Eine Gedenktafel erinnert an die Gefallenen der Befreiungskriege. Auf der Empore steht eine Orgel, die Wilhelm Sauer im Jahr 1855 schuf. Das Bauwerk trägt im Innern eine flache Balkendecke. Vor dem Kirchhof erinnert ein Denkmal an die Gefallenen der Weltkriege.